# Gonatocerus tricolor
Gonatocerus tricolor är en stekelart som beskrevs av Girault 1913. Gonatocerus tricolor ingår i släktet Gonatocerus och familjen dvärgsteklar. Inga underarter finns listade i Catalogue of Life.